# Surjan (Mrkonjić Grad)
Pour l’article homonyme, voir Šurjan.
Surjan (en serbe cyrillique : Сурјан) est un village de Bosnie-Herzégovine. Il est situé dans la municipalité de Mrkonjić Grad et dans la république serbe de Bosnie. Selon les premiers résultats du recensement bosnien de 2013, il compte 227 habitants.

## Démographie

### Évolution historique de la population dans la localité
| 1948 | 1953 | 1961  | 1971  | 1981 | 1991 | 2013 |
| ---- | ---- | ----- | ----- | ---- | ---- | ---- |
| -    | -    | 1 324 | 1 130 | 901  | 524, | 227  |

|  |